# Parafia Narodzenia Najświętszej Maryi Panny w Czarżu
Parafia Narodzenia Najświętszej Maryi Panny w Czarżu – parafia rzymskokatolicka, znajdująca się w diecezji toruńskiej, w dekanacie Unisław. 